# Frasin-Deal, Dâmbovița
Frasin-Deal este un sat în comuna Cobia din județul Dâmbovița, Muntenia, România.
 Acest articol despre o localitate din județul Dâmbovița este deocamdată un ciot. Puteți ajuta Wikipedia prin completarea lui.